# Пучмаль
Пучма́ль (кат. Puigmal) — гора высотой 2909 м над уровнем моря (по другим данным — 2913 м) в восточных Пиренеях, на границе Франции и Испании, к юго-востоку от горы Карлит (2921 м) и к юго-западу от горы Канигу (2784 м). Относительная высота — 1331 м. Расположена на границе испанского муниципалитета Керальбс и французской коммуны Эрр департамента Восточные Пиренеи.
На вершине находится мемориальная табличка со стихами каталонского поэта Жасинта Вердагера (1845–1902).